# Les Nageuses
Pour plus de détails, voir Fiche technique et Distribution.
Les Nageuses (The Swimmers) est un film dramatique américano-britannique réalisé par Sally El Hosaini à partir d'un scénario qu’elle a co-écrit avec Jack Thorne et sorti en 2022.
Le film raconte l'histoire vraie des sœurs Yusra et Sarah Mardini, qui ont fui la guerre en Syrie dans l'objectif de poursuivre leur carrière de nageuses. Il est basé sur l’autobiographie illustrée de Yusra Mardini intitulée Butterfly: From Refugee to Olympian – My Story of Rescue, Hope, and Triumph  et sortie en 2018.
Le film a été présenté en première mondiale le 8 septembre 2022 au Festival international du film de Toronto. Le 18 novembre 2022, il a été présenté au Festival international du film de Marrakech et est sorti en durée limitée le 11 novembre 2022, avant sa sortie en streaming sur Netflix le 23 novembre 2022.

## Synopsis
Les sœurs Sarah et Yusra Mardini essaient de vivre une vie aussi normale que possible dans la Syrie déchirée par la Guerre civile syrienne à partir de 2011, auprès de leurs parents et de leur petite sœur. Leur père Ezzat, ancien nageur, entraîne les deux jeunes femmes qui développent un grand talent pour ce sport depuis l'enfance. Yusra rêve de participer aux Jeux olympiques d'été pour son pays.
Alors que de plus en plus de jeunes syriens fuient leur pays dans l'espoir d'une vie meilleure, Ezzat refuse que ses filles partent seules en Europe. Après qu'ils ont failli être tués par une bombe pendant un entraînement de natation, Ezzat accepte finalement de laisser partir en Allemagne ses deux filles avant que Yusra n’ait 18 ans, afin de faire ensuite une demande de regroupement familial. Ezzat pose seulement la condition que leur cousin Nizar les accompagne dans leur voyage. Avec un visa touristique, ils volent via Beyrouth vers Istanbul en Turquie et rencontrent d’autres réfugiés de différents pays. Ensemble, ils se lancent, avec la complicité de passeurs, dans la partie la plus dangereuse de leur aventure : avec un simple canot pneumatique surchargé et composé d'un moteur défectueux, ils fuient à travers la mer Égée pour rejoindre la Grèce. Lorsque le bateau coule, Yusra et Sarah, qui sont pratiquement les seules à savoir nager parmi les réfugiés présents sur le bateau, utilisent leur don de nageuse pour alléger l'embarcation. Après avoir atteint non sans mal l’île de Lesbos en Grèce, les réfugiés jettent leurs gilets de sauvetage et détruisent le bateau.
Après plusieurs péripéties, leur fuite aventureuse les conduit finalement à Berlin en Allemagne, où Yusra et Sarah restent avec d'autres femmes dans un grand refuge pour réfugiés, sur le champ de Tempelhof, et doivent attendre la fin de leur procédure d’asile. Même sans autorisation, Yusra cherche immédiatement un moyen de reprendre ses entraînements de natation. Dans une piscine municipale, elle rencontre Sven Spannekrebs, un entraineur. Au début, ce dernier refuse que Yusra et sa sœur intègrent son équipe de natation, prétextant le fait que le club est complet, mais quand il voit le talent impressionnant de Yusra, les inquiétudes de l'entraineur s’évaporent rapidement et il décide de l'entraîner pour l'aider à améliorer ses performances. Lorsqu’il apprend que les équipes de réfugiés seront autorisées à participer aux prochains Jeux olympiques, il convainc Yusra de concourir.
Yusra a maintenant 18 ans, ce qui rend le regroupement familial en Allemagne très difficile. Yusra a enfin l'occasion de réaliser son grand rêve lors des Jeux Olympiques de Rio en nageant les séries du 100 m papillon et en gagnant sa course. Sa sœur Sarah, quant à elle, découvre quel est son but dans la vie. Le générique final indique que Sarah, qui était retournée à Lesbos pour aider volontairement les réfugiés entrants en 2016, a été arrêtée et fait face, avec ses collègues, à des accusations passibles de peines de prison potentiellement de longue durée, si elle est reconnue coupable.

## Fiche technique
- Titre original : The Swimmers
- Titre français : Les Nageuses
- Réalisation : Sally El Hosaini
- Scénario : Sally El Hosaini et Jack Thorne, d'après l'autobiographie illustrée de Yusra Mardini Butterfly: From Refugee to Olympian – My Story of Rescue, Hope, and Triumph  (2018)
- Musique : Steven Price
- Photographie : Christopher Ross
- Montage : Iain Kitching
- Production : Éric Fellner, Tim Bevan, Ali Jaafar et Tim Cole
- Sociétés de production : Working Title Films
- Société de distribution : Netflix
- Pays :  États-Unis et  Royaume-Uni
- Langue : Anglais et arabe
- Genre : Comédie dramatique, biographie
- Durée : 134 min
- Dates de sortie :
  - Canada : 8 septembre 2022 (première mondiale au Festival international du film de Toronto)
  - Monde : 11 novembre 2022 (sortie limitée dans les cinéma) ; 23 novembre 2022 (Netflix)
  - Maroc : 18 novembre 2022 (présenté au Festival international du film de Marrakech)

## Distribution
- Nathalie Issa (VF : elle-même) : Yusra Mardini
- Manal Issa (VF : elle-même) : Sarah Mardini
- Ahmed Malek (VF : Bastien Bourlé) : Nizar
- Matthias Schweighöfer (VF : Nessym Guétat) : Sven Spannekrebs
- James Krishna Floyd (VF : Romain Altché) : Emad
- Ali Suliman (VF : Omar Yami) : Ezzat Mardini
- Kinda Alloush (VF : Hélène Bizot) : Mervat Mardini
- Elmi Rashid Elmi : Bilal

## Production

### Casting
En avril 2021, il a été annoncé que Manal Issa et Nathalie Issa avaient été choisies pour jouer les vraies sœurs Yusra et Sarah Mardini.
Dans le contexte de la crise des réfugiés, Sally El Hosaini ne voulait pas seulement présenter l'histoire des sœurs Mardini et des autres réfugiés. Son intention était plutôt de montrer dans un style réaliste ce que les réfugiés traversent dans la vie réelle. 
Dans une interview à propos du film, Yusra Mardini a déclaré : « Après les Jeux olympiques, j'ai réalisé que ce n’était plus seulement mon histoire. J’ai réalisé que ma responsabilité est de sensibiliser et d’apporter de l’espoir à des millions de réfugiés à travers le monde et de parler au nom de tous ceux qui n’ont pas de voix. »

### Lieux de tournage
Le tournage principal a été suspendu cinq jours avant le début, en raison de la pandémie de COVID-19. 
La production a débuté en avril 2021 et le film a été tourné au Royaume-Uni, en Belgique, en Allemagne, en Syrie, au Brésil et en Turquie. Les lieux de tournage en Turquie incluent Istanbul et Çeşme. 

### Musique
La musique du film a été composée par le britannique Steven Price, qui avait reçu un Oscar pour son travail pour le film Gravity en 2014. 
Lors de la fête sur le toit d'une boîte de nuit que les sœurs fréquentaient à l’adolescence, la chanson Titanium du DJ et producteur français David Guetta est jouée alors que des fusées illuminent le ciel en arrière-plan. Lorsque les sœurs arrivent en Allemagne et reprennent leur formation, Unstoppable de Sia est entendu. 
L'album de la bande originale, avec un total de 26 chansons, a été publié en téléchargement par Netflix Music à la mi-novembre 2022.

## Voir également